# 艾莉娜·法瓊
艾莉娜·法瓊（英語：Eleanor Farjeon，1881年2月13日—1965年6月5日）是英國作家，以兒童文學和戲劇、詩歌、傳記、歷史和諷刺小說為主。
她是驚悚作家約瑟夫·杰斐遜·法瓊的姊姊。